# Muzeum Regionalne w Barlinku
Muzeum Regionalne w Barlinku – muzeum z siedzibą w Barlinku. Placówka jest miejską jednostką organizacyjną, działającą w strukturach Barlineckiego Ośrodka Kultury. Jego siedzibą jest „Dom Gutenberga” – budynek dawnej drukarni, pochodzący z połowy XIX wieku.
Muzeum powstało z inicjatywy Czesława Paśnika – regionalisty i pasjonata historii tych ziem. W oparciu o jego prywatną kolekcję w 1961 roku utworzono Izbę Pamiątek, z czasem przekształconą w Muzeum Regionalne.
Aktualnie w muzeum prezentowane są następujące wystawy stałe:
- biograficzna, poświęcona osobie Emanuela Laskera – szachowego mistrza świata, a także jego rodzinie,
- archeologiczna, w ramach której zobaczyć można m.in. dawne narzędzia i naczynia, pochodzące z okresu od neolitu po epokę żelaza,
- historyczna, ukazująca dzieje Barlinka przede wszystkim z okresu XIX i XX wieku (dawne mapy, pocztówki i ilustracje, diorama barlinieckiego dworca kolejowego oraz pamiątki po restauracji „Waldschenke”),
- etnograficzna, prezentująca życie codzienne okolicznej wsi z przełomu XIX i XX wieku (przedmioty codziennego użytku, narzędzia rolnicze, wyposażenie warsztatów rzemieślniczych).

Cześć zbiorów znajduje się w filii Muzeum położonej w Dziedzicach – Muzeum Wojskowości, Szkolnictwa i Wsi w Dziedzicach.
Muzeum jest obiektem całorocznym, czynnym z wyjątkiem poniedziałków.